# Ekaterina Korshunova
Ekaterina Korshunova (24 de maio de 1988) é uma atiradora olímpica russa.

## Carreira

### Rio 2016
Ekaterina Korshunova representou seu país nas Olimpíadas de 2016, na prova de Tiro nos Jogos Olímpicos de Verão de 2016 - Pistola 25 m feminino, ela terminou em 5ª.